# Taenia crassiceps
Taenia crassiceps (Zeder), 1800, è un parassita appartenente ai vermi Platelminti della classe dei Cestodi.

## Distribuzione
Diffusa soprattutto nel Nord America.

## Ciclo biologico
Essa vive nei ratti, i quali vengono cacciati dagli sciacalli che vivono liberi. Il parassita si insedia nell'apparato digerente degli sciacalli, dove depone le uova, che vengono espulse con le feci degli animali, e una volta sparse nel terreno, si diffondono all'uomo mediante contatto e ingestione.
Un individuo che dopo aver toccato il terreno si introduce le mani in bocca, diventa un potenziale ospite per questo parassita. Dall'intestino tenue, il parassita si introduce nel circolo sanguigno e può stabilizzarsi in qualunque organo, deponendo le uova. Queste, quando si schiudono, danno vita a delle voracissime larve che per sopravvivere si nutrono dei tessuti in cui si sono insediate. Un esempio può essere l'occhio: le larve si stabilizzano nell'umor vitreo e iniziano a cibarsi della retina, provocando il suo distacco, portando quindi alla cecità.
I danni provocati dalla Taenia Crassiceps possono essere notevoli, e di solito i sintomi dell'infestazione compaiono in tempi brevissimi. Le larve vanno rimosse chirurgicamente, mentre per effettuare la profilassi è necessario seguire le comuni norme d'igiene.